# Нормальное расширение
Норма́льное расшире́ние — алгебраическое расширение поля {\displaystyle K\subset E} для которого каждый неприводимый многочлен {\displaystyle f(x)} над {\displaystyle K}, имеющий хотя бы один корень в {\displaystyle E}, разлагается в {\displaystyle E} на линейные множители.
Равносильное определение: Если {\displaystyle K\subset E\subset K^{*}}, где {\displaystyle K^{*}} — алгебраическое замыкание поля {\displaystyle K}, то {\displaystyle E} нормально, если любой изоморфизм {\displaystyle \sigma } поля {\displaystyle E} в алгебраическое замыкание {\displaystyle K^{*}} над {\displaystyle K} является автоморфизмом поля {\displaystyle E}.

## Нормальное расширение как поле разложения
Всякое расширение {\displaystyle K\subset E} является нормальным тогда и только тогда, когда {\displaystyle E} является полем разложения некоторого множества многочленов из {\displaystyle K[x]}.

## Нормальные расширения в соответствии Галуа
Если {\displaystyle F} — расширение Галуа поля {\displaystyle K}, а {\displaystyle E} — какое-нибудь промежуточное подполе {\displaystyle K\subset E\subset F}, то группа Галуа {\displaystyle \operatorname {Gal} (F/E)} по определению состоит из всех автоморфизмов {\displaystyle F}, оставляющих элементы {\displaystyle E} неподвижными. Если {\displaystyle \sigma } — какой-нибудь автоморфизм полной группы Галуа {\displaystyle \operatorname {Gal} (F/K)}, отображающий {\displaystyle E} на {\displaystyle \sigma (E)} то, очевидно, что
{\displaystyle \operatorname {Gal} (F/\sigma E)=\sigma \operatorname {Gal} (F/E)\sigma ^{-1}}
Поэтому расширение {\displaystyle E} нормально тогда и только тогда, когда подгруппа {\displaystyle \operatorname {Gal} (F/E)} является нормальной подгруппой в {\displaystyle \operatorname {Gal} (F/K)} (отсюда и терминология).